# Marco Bertaiolli
Marco Aurélio Bertaiolli (Mogi das Cruzes, 30 de abril de 1968) é um administrador, político brasileiro e conselheiro do Tribunal de Contas de São Paulo filiado ao Partido Social Democrático (PSD).

## Biografia

### Primeiros anos e formação acadêmica
Nascido em Mogi das Cruzes, cidade na Região Metropolitana de São Paulo, Bertaiolli formou-se no curso de Administração pela Universidade São Marcos. Possui Pós-graduação realizado na Fundação Armando Alvares Penteado (FAAP) em 2011.
Comerciante, foi presidente da Associação Comercial de Mogi das Cruzes (ACMC) entre os anos de 1992 a 1995. No ano de 1995, também atuou em cargos de direção na Federação das Associações Comerciais do Estado de São Paulo (FACESP).

## Política
No ano de 1996, concorreu ao cargo de vereador pelo Partido do Movimento Democrático Brasileiro (PMDB) em Mogi das Cruzes. Na ocasião, conquistou 1.537 votos, sendo suplente na eleição, assumindo o cargo durante a gestão. Filiou-se ao Partido da Frente Liberal (PFL), em 2000, e foi  reeleito ao cargo de vereador com 2.533 votos. Em 2004, compôs uma articulação política para ser vice-prefeito na chapa de Junji Abe (PSDB), que foi eleita com 102.689 votos.
Em 2006, concorreu ao cargo de Deputado estadual de São Paulo, angariando 69.243 votos. No pleito garantiu a suplência do cargo. Em março de 2007, assumiu uma cadeira na Assembleia Legislativa de São Paulo (ALESP), devido a vacância do cargo após o Deputado Ricardo Montoro (PSDB), assumir a  Secretaria Especial para Participação e Parceria na gestão de Gilberto Kassab (PFL).
No ano de 2008, candidatou-se ao cargo de Prefeito de Mogi das Cruzes, pelo Democratas (DEM) - sucessor de seu antigo partido, o PFL - obtendo 103.439 votos, sendo eleito em primeiro turno. Filiado ao Partido Social Democrático (PSD), foi reeleito para o cargo, em 2012 após receber 169.124 votos, totalizando 80,82% dos votos válidos no pleito.
Em 2018, candidatou-se ao cargo de Deputado federal por São Paulo, sendo eleito com 137.628 votos. Foi o deputado mais bem votado de seu partido na disputa pela cadeira na Câmara dos Deputados.
No ano de 2022, foi reeleito para o cargo de Deputado federal após 157.552 votos. Bertaiolli repetiu o feito de 2018, e foi novamente o candidato mais votado do PSD.
Em 12 de setembro de 2023, foi sabatinado e teve sua indicação aprovada pela Assembleia Legislativa de São Paulo para a vaga de conselheiro estadual do Tribunal de Contas. Ele foi empossado no dia 27 do mesmo mês.

### Desempenho eleitoral
| Ano  | Cargo                            | Partido | Votos   | Resultado | Ref.   |
| ---- | -------------------------------- | ------- | ------- | --------- | ------ |
| 1996 | Vereador de Mogi das Cruzes      | PMDB    | 1.539   | Suplente  | [ 7 ]  |
| 2000 | Vereador de Mogi das Cruzes      | PFL     | 2.533   | Eleito    | [ 8 ]  |
| 2004 | Vice-prefeito de Mogi das Cruzes | PFL     | 102.689 | Eleito    | [ 9 ]  |
| 2006 | Deputado estadual de São Paulo   | PFL     | 69.243  | Suplente  | [ 10 ] |
| 2008 | Prefeito de Mogi das Cruzes      | DEM     | 103.439 | Eleito    | [ 14 ] |
| 2012 | Prefeito de Mogi das Cruzes      | PSD     | 169.124 | Eleito    | [ 15 ] |
| 2018 | Deputado federal por São Paulo   | PSD     | 137.628 | Eleito    | [ 17 ] |
| 2022 | Deputado federal por São Paulo   | PSD     | 157.552 | Eleito    | [ 21 ] |